# دوروثي يونغ
دوروثي يونغ (بالإنجليزية: Dorothy Young) (3 مايو 1907، أوتيسفيل في الولايات المتحدة - 20 مارس 2011 في الولايات المتحدة)؛ كاتِبة، ممثلة وروائية أمريكية.

## روابط خارجية
- دوروثي يونغ على موقع IMDb (الإنجليزية)
- دوروثي يونغ على موقع كينوبويسك (الروسية)